# Нидерар
Нидерар (нем. Niederahr) — община в Германии, в земле Рейнланд-Пфальц. 
Входит в состав района Вестервальд. Подчиняется управлению Вальмерод.  Население составляет 840 человек (на 31 декабря 2010 года). Занимает площадь 4,03 км².